# Српска демократска странка (Хрватска)
Српска демократска странка (СДС) је бивша политичка странка Срба у Хрватској, која је основана 1990. године, а деловала на подручју тадашње југословенске федералне јединице Хрватске и новостворене САО Крајине (1990-1991), односно Републике Српске Крајине (1991-1995). Залагала се за равноправност, конститутивност и аутономију Срба у Хрватској у случају останка Хрватске у Југославији, односно за право тамошњих Срба на самоопредељење и останак у суженој Југославији у случају отцепљења Хрватске.

## Историја
Странка је основана 17. фебруара 1990. године у Книну, а регистрована је већ 6. марта. Оснивач и први председник странке је био кнински психијатар Јован Рашковић. Учествовала је на првим вишестраначким парламентарним изборима у тадашњој југословенској федералној јединици Хрватској, који су одржани 22. априла (први круг) и 7. маја (други круг) 1990. године. Освојила је 1,55% гласова у првом и 2% гласова у другом кругу, што је било довољно за пет заступничких места у Сабору, где је деловала као опозициона странка.
Непосредно након избора, странка се суочила са антијугословенском и антисрпском политиком победничке Хрватске демократске заједнице. Када је режим Фрање Туђмана најавио спровођење уставне реформе која је садржала и елементе сецесионистичке политике у односу на Југославију, руководство СДС је интензивирало рад у српским срединама ради одбране равноправности и конститутивности српског народа у Хрватској. Први корак је учињен већ током јуна, покретањем иницијативе за оснивање Заједнице општина Сјеверне Далмације и Лике (ЗОСДЛ), која је формирана 27. јуна 1990. године у Книну. Потом је 3. јула за председника привременог Председништва ЗОСДЛ изабран Милан Бабић, тадашњи председник Скупштине Општине Книн и један од најутицајнијих функционера СДС.
Странка је била главни иницијатор и организатор великог српског сабора у Србу, који је одржан 25. јула 1990. године, а потом је имала највећи утицај на рад новоформираног Српског националног вијећа (СНВ), за чијег је председника такође изабран Милан Бабић, тадашњи потпредседник СДС. Када је СНВ донело одлуку о одржавању референдума о аутономији Срба у Хрватској (спроведен у периоду од 19. августа до 2. септембра 1990. године), заступници и одборници из редова СДС су активно учествовали у организацији и спровођењу народног изјашњавања.
Крајем 1990. и почетком 1991. године у руководству странке дошло је до неслагања поводом разних политичких питања, услед чега су почеле да се формирају две струје. Прва је била окупљена око Јована Рашковића, а друга око Милана Бабића. На то су се надовезале и регионалне поделе, пошто су услови за страначко деловање на подручју новостворене САО Крајине у међувремену постали другачији од оних у осталим деловима Хрватске. У време ескалације југословенске кризе, страначки функционери и активисти СДС су у областима под контролом Туђмановог режима били изложени прогону, тако да је рад странке на тим просторима замро већ почетком 1992. године. У међувремену је дошло до одвајања САО Крајине од Хрватске и проглашења Републике Српске Крајине (1991-1995) у којој је Бабићево крило СДС било владајућа странка. Тај део СДС се већ током 1991. године реорганизовао под називом: Српска демократска странка Крајине (СДСК). На њеном челу се првобитно налазила Љубица Шолаја, а од јесени 1992. године председник СДСК је постао Милан Бабић. Остале фракције су се такође реорганизовале, тако да је на подручју РСК деловала и посебна Српска демократска странка српских земаља.
У међувремену је у суседној Босни и Херцеговини формирана сестринска Српска демократска странка.

## Предсједници
| Фотографија | Име и презиме     | Мандат    |
| ----------- | ----------------- | --------- |
|             | др Јован Рашковић | 1990–1992 |
|             | др Милан Бабић    | 1992–1995 |

## Галерија
- Рекламни лист из 1990. године
- Варијанта грба
- Чланске књижице Српске демократске странке
- Изборни плакат Српске демократске странке